# .bs
.bs為巴哈馬國家及地區頂級域（ccTLD）的域名。它由巴哈马大学負責管理。於1991年9月3日啟用。

## 二級域名
共有6個二級域名:
- com.bs: 商业实体
- net.bs: 网络供应商
- org.bs: 非商业组织
- edu.bs: 教育机构
- gov.bs: 政府机构
- we.bs: 可由任何人注册

## 外部連結
- IANA .bs whois information（页面存档备份，存于）
- BSNIC（页面存档备份，存于）
- BSNIC（已失效官网，此为存档）